# Euphorbia bisellenbeckii
Euphorbia bisellenbeckii es una especie fanerógama perteneciente a la familia Euphorbiaceae. Es endémica de la Somalía, Etiopía y Kenia.

## Descripción
Es un arbusto perenne con tallo carnoso con espinos, con rizoma carnoso de donde nacen varios tallos, erectos de 50 cm, o 1,5 m de altura, si es compatible con otros arbustos, escasamente ramificados. Las ramas son cilíndricas, de 1-1.5 cm de grosor, de color verde pálido, ranurados longitudinalmente con 4 ranuras. Hojas sésiles, anchamente ovadas, de 10 x 8 mm, carnoso, minuciosamente pubérulas, rápidamente caducas. Las inflorescencias en cimas que surgen inmediatamente por encima de las cicatrices foliares sobre pedúnculos de 5 mm de largo, 1-2-bifurcadas, con subsésiles ciatos; brácteas en forma de taza de 4 mm x 7, apenas superando el involucro,  de color amarillo verdoso. Ciatios en forma de barril, de 3 mm de diam., con borde glandular 2 mm de altura, de color amarillo. El fruto es una cápsula exerta en un recurvado pedicelo de 3 mm de largo, obtusamente 3-lobado, 5 x 4 mm, con un par de crestas estrechas carnosas a lo largo de cada ángulo; perianto 3-lobulado debajo de la cápsula. Semillas oblongas, 4-angulares, 3 x 1.5 mm, minuciosamente tuberculada, marrón pálido.

## Taxonomía
Euphorbia bisellenbeckii fue descrita por Peter Vincent Bruyns y publicado en Taxon 55: 412. 2006.
Etimología
Euphorbia: nombre genérico que deriva del médico griego del rey Juba II de Mauritania (52 a 50 a. C. - 23), Euphorbus, en su honor – o en alusión a su gran vientre –  ya que usaba médicamente Euphorbia resinifera. En 1753 Carlos Linneo asignó el nombre a todo el género.
bisellenbeckii: epíteto otorgado en honor del doctor Hans Ellenbeck.
Sinonimia
- Monadenium ellenbeckii N.E.Br.
- Monadenium ellenbeckii f. caulopodium P.R.O.Bally
- Monadenium zavattarii Chiov.[5]